# İlham Əliyev

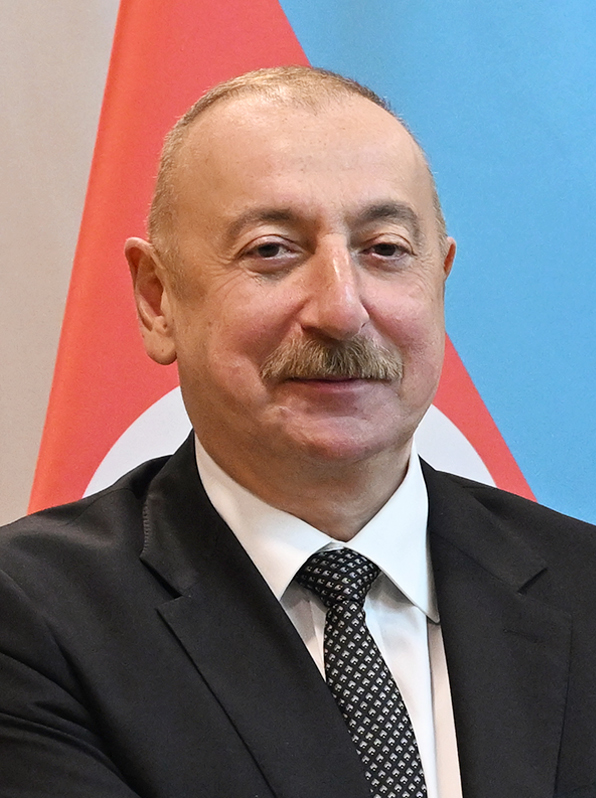
İlham Əliyev (2024)

İlham Heydər oğlu Əliyev ([ilˈhɑm hejˈdæɾ oɣˈlu æˈlijev], deutsch auch kurz Ilham Alijew, englisch auch Ilham Heydar oglu Aliyev; * 24. Dezember 1961 in Baku, Aserbaidschanische SSR, Sowjetunion) ist ein aserbaidschanischer Politiker. Als Amtsnachfolger seines Vaters Heydər Əliyev ist er seit dem 31. Oktober 2003 Präsident Aserbaidschans. Ähnlich wie sein Vater regiert er diktatorisch und lässt einen Personenkult um sich aufbauen.

## Leben

### Berufliche Laufbahn und Privatleben
Nach seinem Schulabschluss studierte Əliyev von 1977 bis 1982 am Staatlichen Moskauer Institut für Internationale Beziehungen und nahm dort anschließend an einem Graduierten-Studium teil. 1985 schloss er seine Studien mit dem Grad eines Magisters in Geschichte und Internationalen Beziehungen ab. Von 1985 bis 1990 lehrte er an diesem Institut. Von 1991 bis 1994 war er in Moskau und Istanbul in Wirtschaftsgeschäften tätig. Er forschte zu geopolitischen Aspekten der Ölstrategie Aserbaidschans und erwarb einen Doktorgrad in Politikwissenschaft.

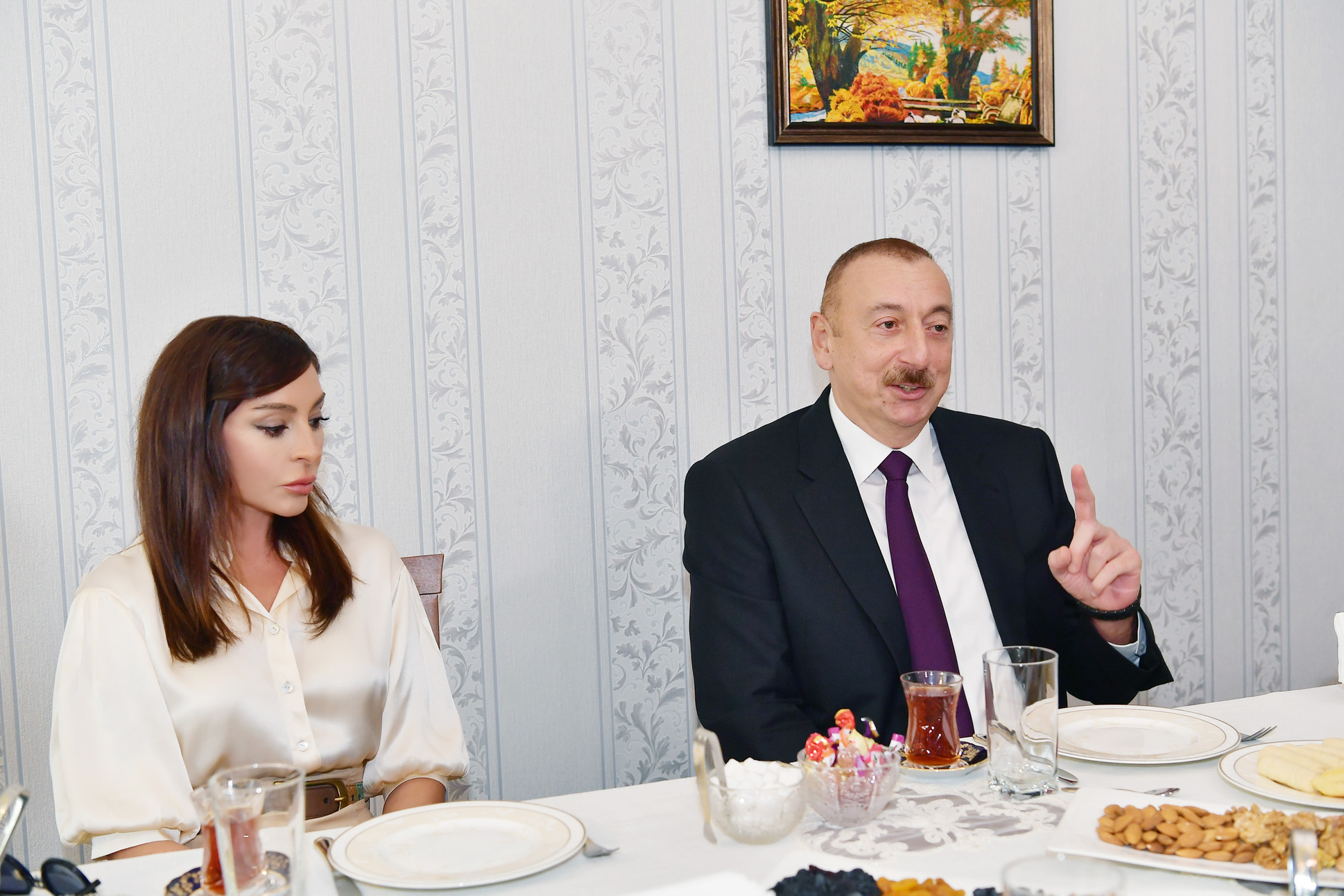
İlham Əliyev, Präsident Aserbaidschans, und seine Ehefrau, die Vizepräsidentin Mehriban Əliyeva (2019)

 İlham Əliyev spricht neben Aserbaidschanisch auch Russisch, Türkisch, Englisch und Französisch. Er ist verheiratet mit Mehriban Arif qızı Əliyeva (* 1964 als Mehriban Arif qızı Paşayeva), die seit Anfang 2017 das neu geschaffene Amt der Ersten Vizepräsidentin bekleidet. Das Paar hat zwei Töchter – die Autorin Leyla Əliyeva und die Filmproduzentin Arzu Əliyeva – und einen Sohn Heydar, der von seinem Vater inzwischen mit offiziellen und repräsentativen Aufgaben betraut wird. Beobachter gehen davon aus, dass İlham Əliyev seinen Sohn als Nachfolger aufbauen möchte.

### Politische Laufbahn

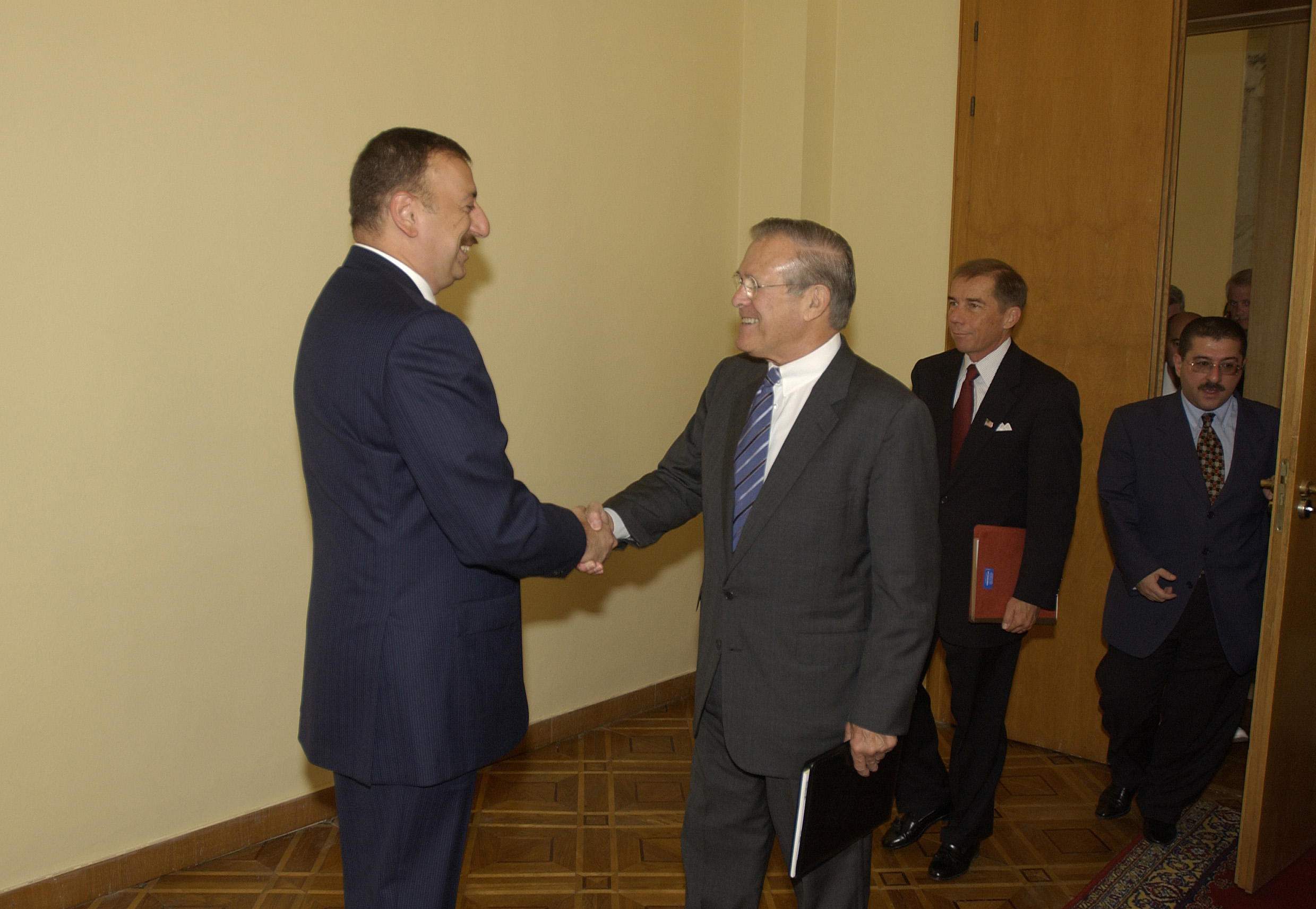
İlham Əliyev begrüßt den US-Verteidigungsminister Donald Rumsfeld, August 2004

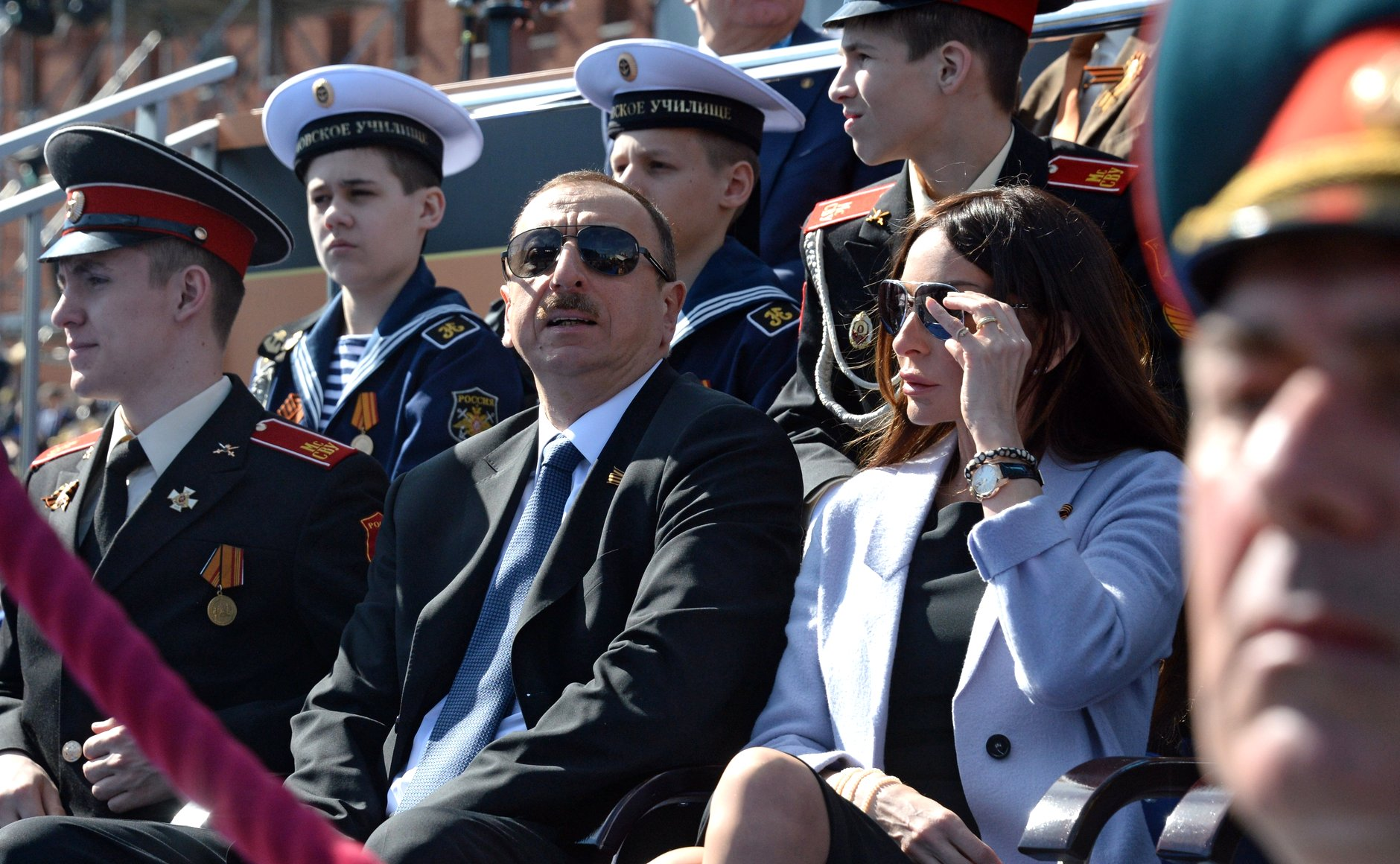
İlham Əliyev mit seiner Ehefrau (zu dem Zeitpunkt noch nicht Vizepräsidentin) Mehriban auf der Siegesparade in Moskau, 9. Mai 2015

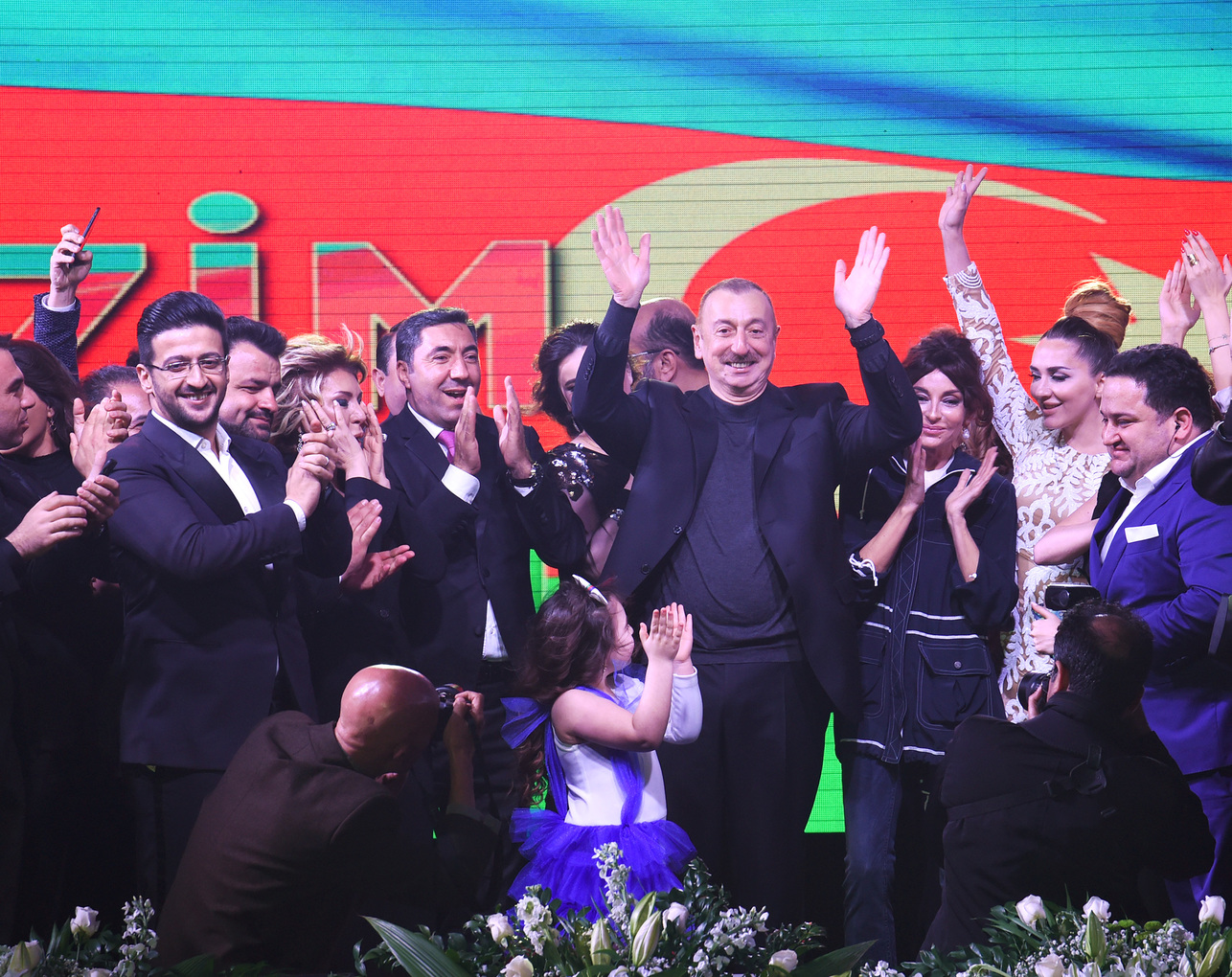
İlham Əliyev auf einer Feier nach den Präsidentschaftswahlen 2018

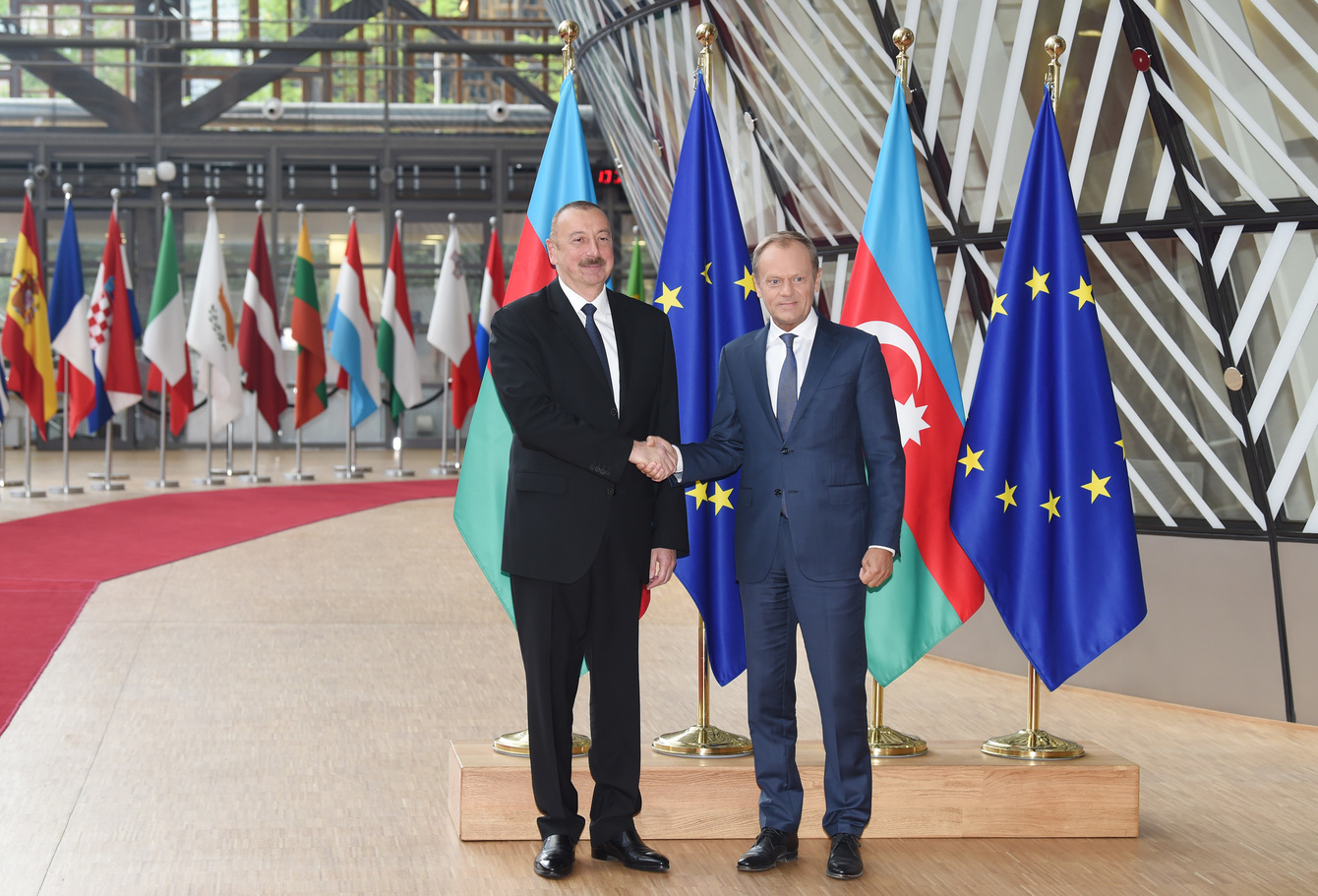
İlham Əliyev mit dem Präsidenten des Europäischen Rates Donald Tusk in Brüssel, Juli 2018

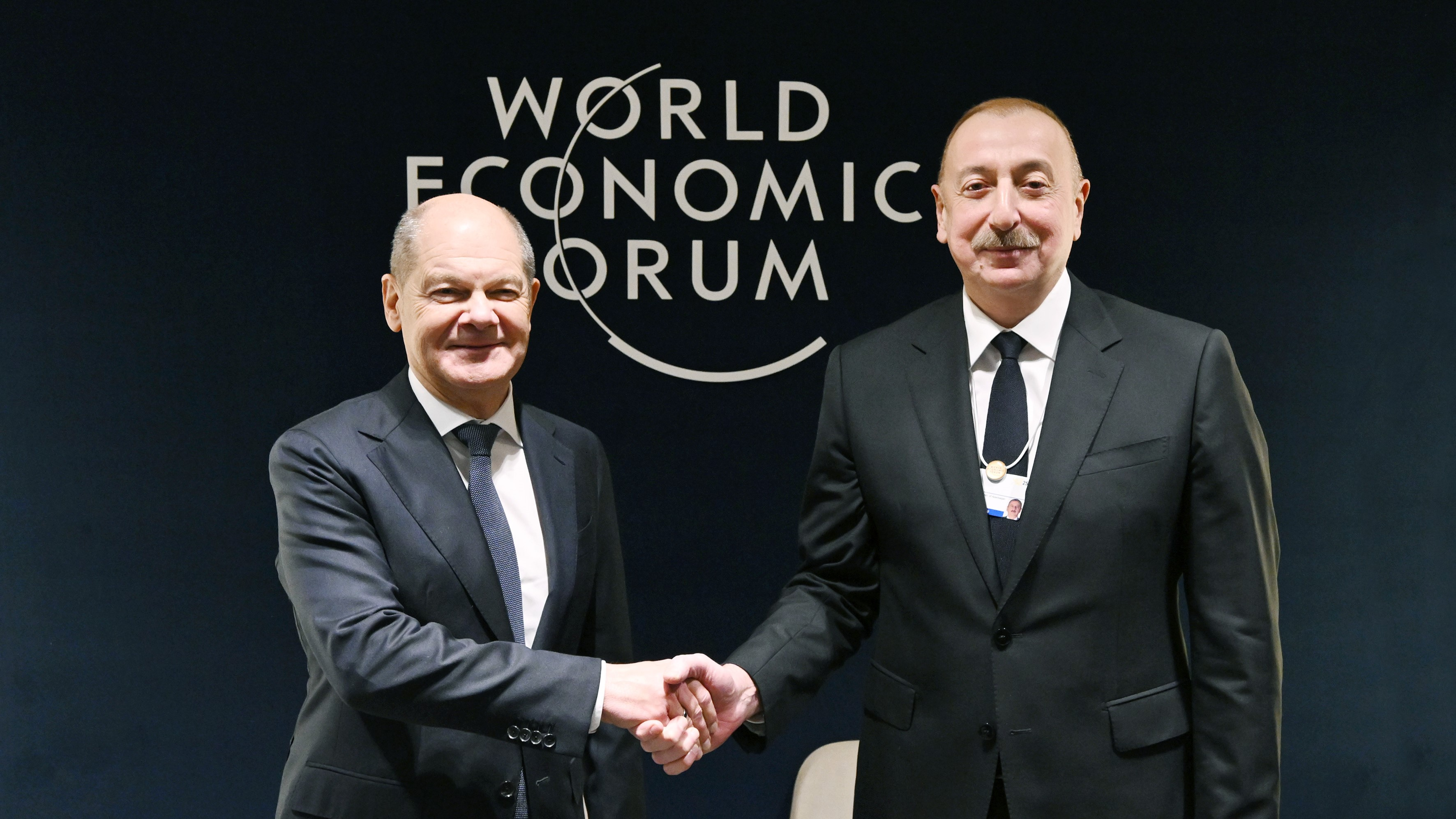
İlham Əliyev mit dem deutschen Bundeskanzler Olaf Scholz beim Weltwirtschaftsforum in Davos, Januar 2025

Von 1994 bis 2003 war Əliyev erster Vizepräsident der Staatlichen Ölgesellschaft der Aserbaidschanischen Republik (SOCAR). Bei der Parlamentswahl 1995 wurde er als Abgeordneter gewählt. Im Dezember 1999 wurde er zum Stellvertretenden Vorsitzenden und 2001 zum Ersten Stellvertretenden Vorsitzenden der Partei Neues Aserbaidschan gewählt. Im Jahr 2005 wurde Əliyev zum Vorsitzenden der Partei Neues Aserbaidschan gewählt. Nach seiner Ernennung als Premierminister im Jahr 2003 behielt Əliyev seine Tätigkeit als Mitglied des Parlaments bei.
Seit 1997 ist er zudem Präsident des Nationalen Olympischen Komitees Aserbaidschans. Für seine Verdienste um den Ringersport wurde er im September 2007 in die FILA International Wrestling Hall of Fame aufgenommen.
Im Januar 2003 wurde Əliyev zum Vizepräsidenten der Parlamentarischen Versammlung des Europarats gewählt. Am 4. August 2003 wurde er zum Premierminister Aserbaidschans ernannt. In der Präsidentenwahl vom 15. Oktober 2003 wurde er, als Nachfolger seines Vaters Heydər Əliyev, zum Präsidenten Aserbaidschans gewählt. Die Wahl wurde von der OSZE und weiteren Organisationen als nicht frei und fair bezeichnet.
Im Oktober 2005 erklärte er, ein versuchter Staatsumsturz sei verhindert worden. Dem Bericht der Internationalen Krisengruppe (ICG) zufolge zeigte der neue Präsident harte Reaktionen auf das Vorhaben der „alten Garde“ innerhalb der Machteliten, ihn zu kontrollieren. Einer der Mitgründer der Regierungspartei Neues Aserbaidschan, der damalige Gesundheitsminister Ali Insanow, sowie der Minister für wirtschaftliche Entwicklung Farchad Alijew wurden wegen der Vorbereitung eines Staatsumsturzes verhaftet und später wegen Korruption und Veruntreuung von staatlichem Vermögen zu Haftstrafen verurteilt. „In der Opposition dominierte damals die Meinung, dass Ilcham Alijew nicht in der Lage sei, das Land zu regieren. Manche betrachteten ihn gar als eine Übergangsfigur, die eine erfolgreiche Machtübergabe an ein anderes Mitglied der Machtelite ermöglichen soll. Jedoch erwies sich Alijew als viel schlauerer Politiker als von seinen Gegnern angenommen. Er hatte verstanden, dass die Gefahr für seine Macht nicht von der schwachen Opposition, sondern der Machtelite ausging“, heißt es im Bericht von ICG.
Bei der Präsidentschaftswahl am 15. Oktober 2008 wurde Əliyev im Amt bestätigt. In der von mehreren Oppositionsparteien boykottierten Wahl errang Əliyev 87,3 % der Stimmen. Die OSZE bezeichnete die Wahl als Fortschritt gegenüber den vorigen Wahlen, sie entspräche aber weiterhin nicht den internationalen Standards. Eine Verfassungsänderung im Jahr 2009 ermöglichte Əliyev, am 9. Oktober 2013 erneut zur Wiederwahl anzutreten. Hochrechnungen zufolge gewann er die Präsidentschaftswahl mit 84,6 % der Stimmen. Die Opposition sprach von Wahlbetrug, die OSZE berichtete von der Verletzung grundlegender Freiheiten bei der Wahl. Die von führenden Oppositionsparteien boykottierten vorgezogenen Präsidentschaftswahlen am 11. April 2018 gewann Əliyev mit 86 Prozent der abgegebenen Stimmen. Die OSZE-Wahlbeobachter bemängelten die Abwesenheit eines „echten Wettbewerbs“ und meldeten erneut „zahlreiche schwerwiegende Unregelmäßigkeiten“. Nach der Wahl zum Präsidenten am 11. April 2018 führte der Antrittsbesuch in die Türkei.
Trotz der engen Zusammenarbeit mit der Europäischen Union im Energiebereich lehnte Əliyev im Januar 2014 das Assoziierungsabkommen mit der EU ab. „Aserbaidschan ist sowohl wirtschaftlich als auch politisch ein selbstständiges Land. An jedem Integrationsprozess soll man sich beteiligen, um wirtschaftliche Vorteile zu erzielen. Im Rahmen des Assoziierungsprojektes sehen wir solche Vorteile solange nicht.“
Am 7. Februar 2017, einen Tag nach dem Besuch von Präsident İlham Əliyev in Brüssel, wurden die Verhandlungen über das neue umfassende Abkommen zwischen der Republik Aserbaidschan und der EU wieder aufgenommen. Im Jahr 2015 hatte Aserbaidschan die Verhandlungen mit der EU einseitig beendet. Am 11. Juli 2018 wurden die Verhandlungen über die Festlegung der Partnerschaftsprioritäten abgeschlossen, während die weiteren Verhandlungen im Rahmen des Partnerschafts- und Kooperationsabkommens seit der Wiederaufnahme 2016 fortgesetzt werden.
Angesichts der drastischen Senkung der Erdölpreise im Jahr 2015 erklärte Əliyev, dass Aserbaidschan Erdöl und Gas „vergessen muss“.
Bei der Präsidentschaftswahl am 7. Februar 2024 wurde Əliyev für weitere sieben Jahre im Amt bestätigt. Ursprünglich war die Wahl für 2025 angesetzt, der Präsident hatte sie vorgezogen und damit begründet, dass er nach der Eroberung von Bergkarabach eine neue Legitimierung bräuchte. Politische Beobachter gingen davon aus, dass Əliyev nach dem militärischen Erfolg die gute Stimmung beim Volk nutzen wollte, um seine Macht abzusichern und nannten die Wahl weder frei noch fair. Alle sechs Gegenkandidaten galten im Vorfeld als chancenlos und unterstützten die Wiederwahl Əliyevs öffentlich, während die wichtigsten Oppositionsparteien die Wahl boykottierten. Laut Menschenrechtlern waren in den Monaten zuvor zahlreiche unabhängige Journalisten und ein bekannter Oppositionspolitiker festgenommen worden.
Bei der Parlamentswahl 2024 gewann Əliyevs Partei Neues Aserbaidschan 68 der 125 Sitze bei einer Wahlbeteiligung von 37 % und damit erneut die absolute Mehrheit. Nur einer der Sitze ging an einen Kandidaten der Opposition. Die Wahl war wie auch die letzten weder frei noch fair.

## Außenpolitik

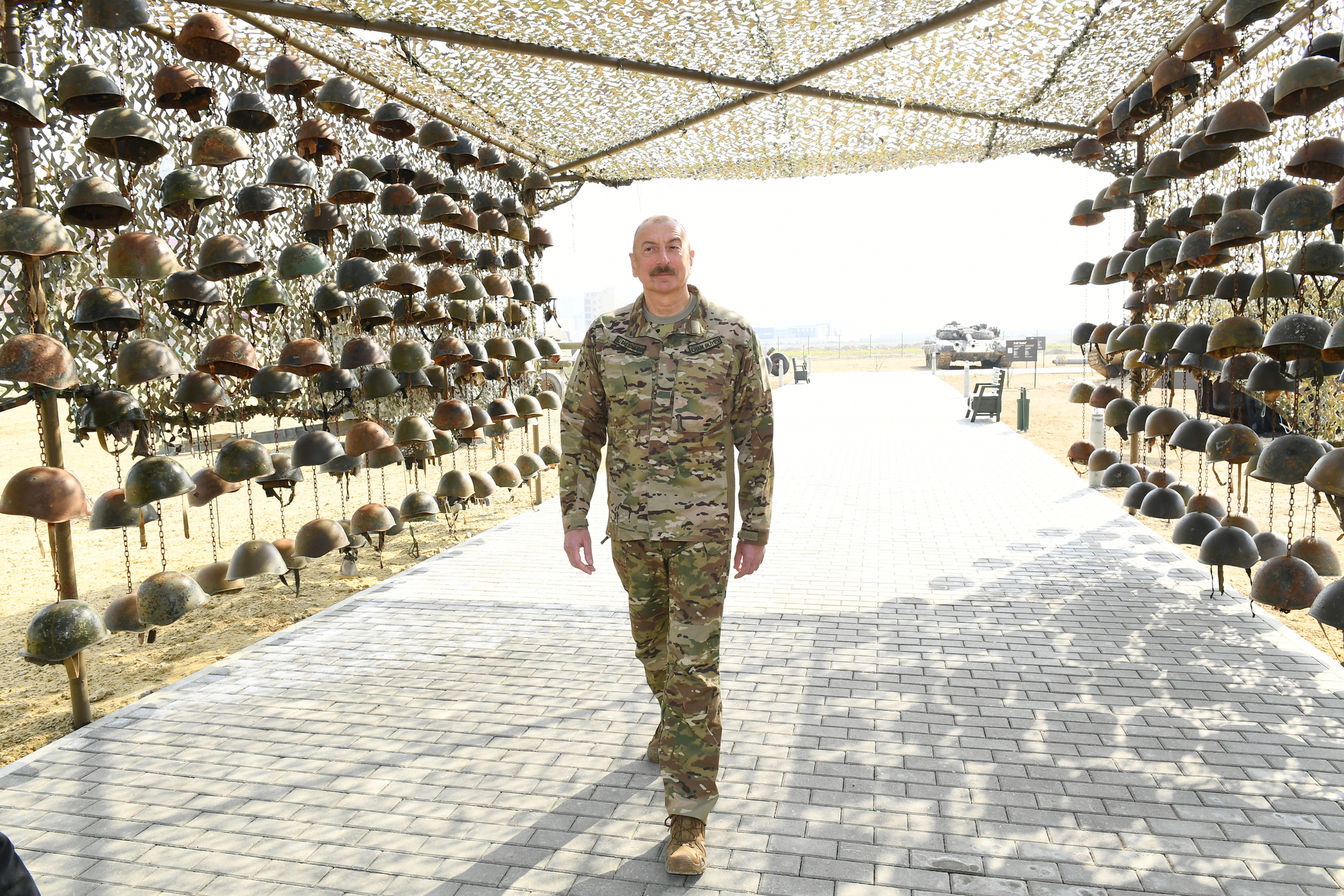
İlham Əliyev in Baku vor den Helmen toter armenischer Soldaten

Außenpolitisch ist Əliyev an guten Beziehungen zu den Nachbarn Russland, der Türkei und Georgien interessiert. Das Territorium des westlichen Nachbarlandes Armenien hingegen bezeichnete Əliyev als „altes türkisches und aserbaidschanisches Gebiet“. Əliyev betrachtete Russland als strategischen Partner. Jedoch lehnt er einen Beitritt zur Eurasischen Union ab.
Im April 2006 machte Əliyev einen offiziellen Staatsbesuch in Washington, D.C, Deutschland besuchte er seit 2007 mehrfach, zuletzt im Juni 2016. Er sieht Deutschland als einen wichtigen Partner in Westeuropa und versuchte jahrelang politische Einflussnahme durch Geldgeschenke an verschiedene deutsche Politiker (Kaviar-Diplomatie), vor allem aus der regierenden Christlich-Demokratischen Union (CDU), zu erreichen, was im März 2021 zum Rücktritt einiger CDU-Politiker führte.

## UN-Klimakonferenz 2024
Vor der UN-Klimakonferenz in Baku ging Alijew hart gegen Kritiker, Journalisten und Menschenrechtler vor. Journalisten wie Imran Aliyev und die Chefredakteurin Sevinj Vagifgizi wurden inhaftiert und angeblich gefoltert, um Aussagen zu erzwingen. Auch der Wirtschaftswissenschaftler Gubad Ibadoghlu, ein bekannter Kritiker des Regimes, wurde verhaftet. Alijew nutzt Öl- und Gasverträge, um seinen Einfluss in Europa zu stärken. Trotz schwerwiegender Menschenrechtsverletzungen bereitet sich Aserbaidschan darauf vor, Gastgeber der Klimakonferenz zu sein.

## Korruption

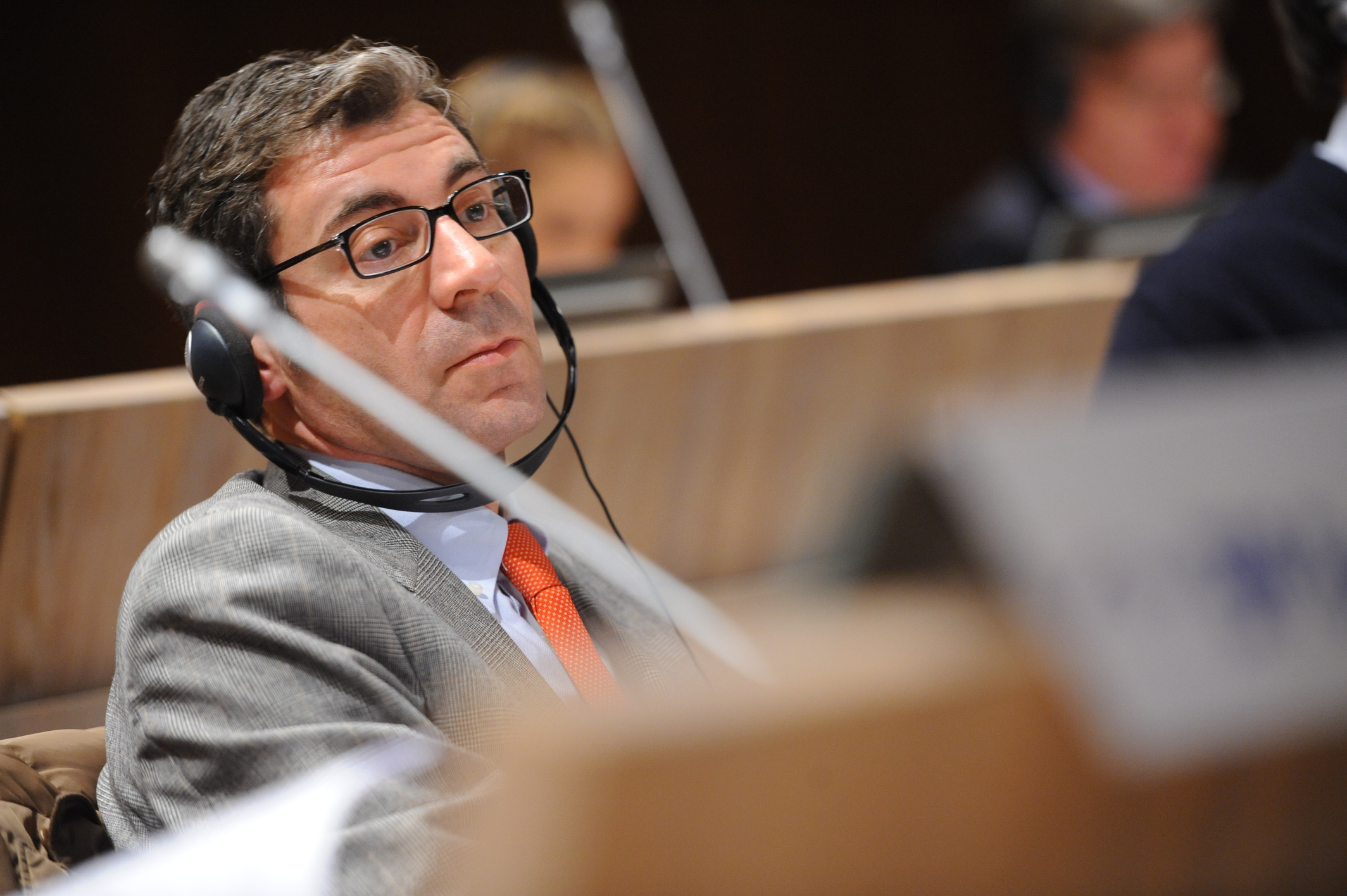
Luca Volontè, 2011

Die Regierung İlham Əliyevs hat über viele Jahre Abgeordnete mit Geld- sowie Sachgeschenken bestochen und systematisch Einfluss gekauft, darunter im Europarat sowie im Bundestag. Unter dem Begriff „Kaviar-Diplomatie“ wurde der Umfang der Korruption, der von Əliyevs Regierung ausgeht, erstmals durch die Europäische Stabilitätsinitiative im Jahre 2012 aufgedeckt. Darüber hinaus enthüllte ein Recherchekollektiv aus über einem Dutzend Medien, darunter die Süddeutsche Zeitung, Le Monde, The Guardian und der Tages-Anzeiger, wie der autokratische Präsident İlham Əliyev seine Macht durch illegale Geldflüsse und mittels Bestechung weiter ausbaute. Insgesamt flossen 2,5 Milliarden Euro bei 16.000 Transaktionen über vier Briefkastenfirmen. Eine Schlüsselfigur im Lobby-Netzwerk war der inzwischen verurteilte italienische Abgeordnete Luca Volontè, der für die Əliyev-Regierung Parlamentarier des Europarates bestach. Bei den Korruptionsvorwürfen in Deutschland in Zusammenhang mit Verbindungen von CDU-Abgeordneten nach Aserbaidschan spielt Otto Hauser eine Schlüsselrolle.
Die Pandora Papers belegen, wie die Familie von Əliyev über ein Netzwerk von Offshore-Firmen 27 Liegenschaften für insgesamt 389 Millionen Pfund im Vereinigten Königreich kaufte. Əliyevs Unternehmen sollen dabei auch Geschäfte mit dem Crown Estate des britischen Königshauses gemacht haben, ohne dass dieses sich über die Verbindungen im Klaren war. Die Əliyev-Familie reagierte nicht auf Anfragen der berichtenden Journalisten.

## Vetternwirtschaft

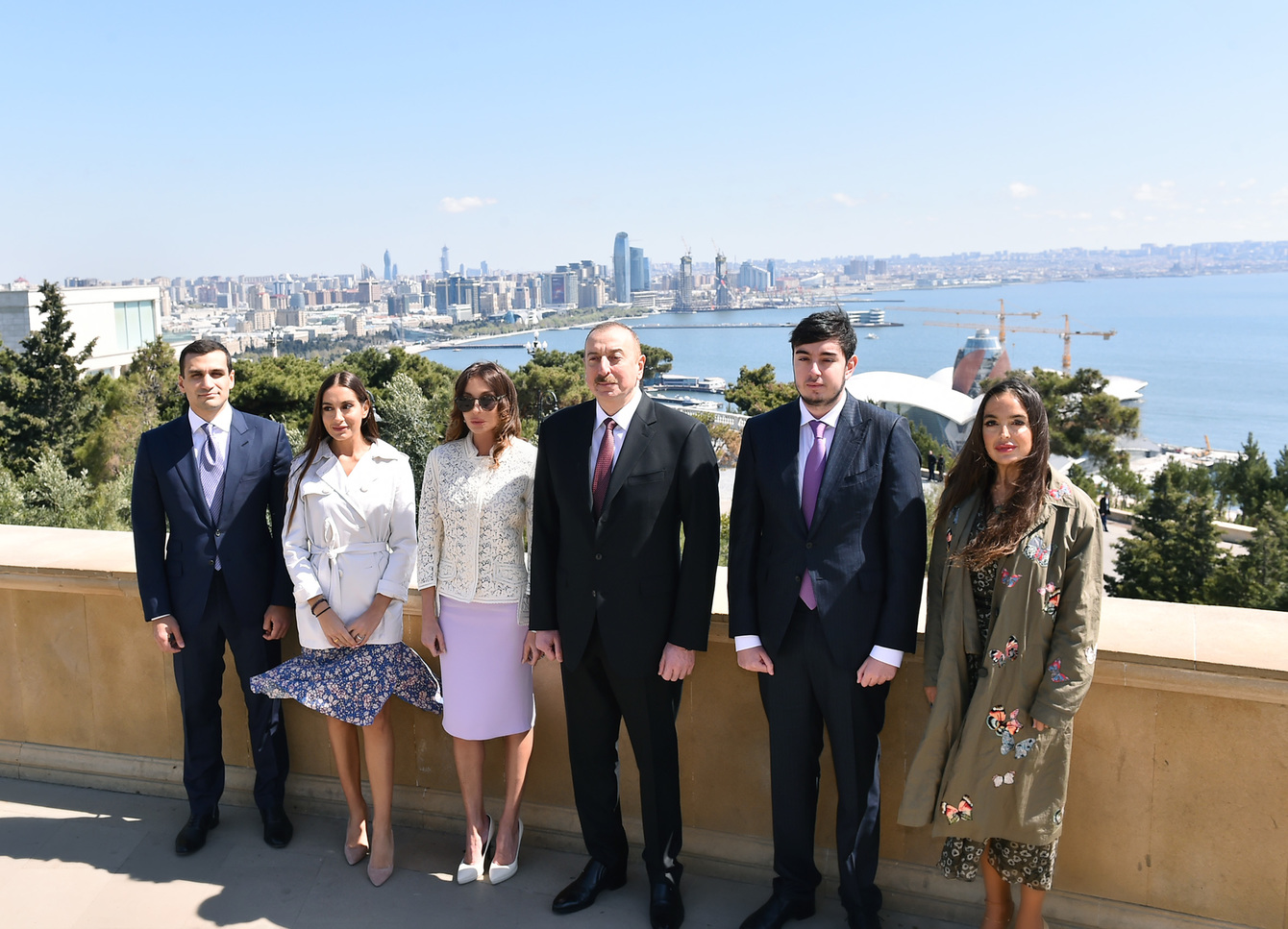
İlham Əliyev und seine Familie in Baku, 2018

Im Dezember 2012 ernannte das Organized Crime and Corruption Reporting Project (OCCRP) Əliyev zum „korruptesten Mann des Jahres“.
Əliyev wurde auf Grund von Enthüllungen für diesen Titel ausgewählt, die erstmals dokumentiert aufzeigen, wie seine Familie große Anteile der lukrativsten Branchen Aserbaidschans übernommen hat, einschließlich der Banken, Telefongesellschaften, Mineral- sowie Bauindustrie, und dass diese Angebote oft im Zusammenhang mit der aserbaidschanischen Regierung standen. Weiterhin wurde bekannt, dass innerhalb von zwei Wochen im Jahre 2009 sein zu dieser Zeit 11-jähriger Sohn Besitzer von insgesamt neun Strandhäusern in Dubai mit einem Gesamtwert von 44 Millionen Dollar wurde. In diplomatischen US-Depeschen wurde Əliyev mit einem „Mafia-Gangsterboss“ verglichen und wird von vielen Analysten als Diktator bezeichnet. Kritikern der Regierung gilt Aserbaidschan unter der Herrschaft von İlham Əliyev als ein Inbegriff eines Polizeistaates.

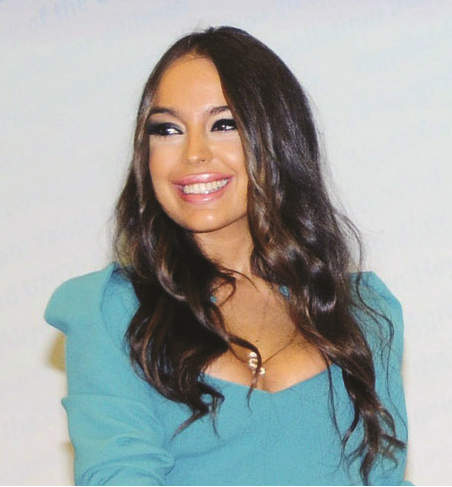
Leyla Əliyeva, 2011

Dokumente des im April 2013 veröffentlichten Offshore-Leaks zeigen, dass Əliyevs Töchter seit 2008 drei Firmen auf den Britischen Jungferninseln besitzen. Direktor aller drei Unternehmen ist der iranische Unternehmer Hassan Gozal, der Staatsaufträge erhalten hat. Deshalb besteht im Falle der Firmen Korruptionsverdacht. Die Tochter Arzu Əliyeva besitzt das Unternehmen „Arbor Investment“ und ihre ältere Schwester Leyla Əliyeva die Firmen „LaBelleza Holdings Limited“ und „Harvard Management Limited“. Im Jahr 2015 rückte Əliyev ins Zentrum eines Korruptionsskandals, in den auch der schwedisch-finnische Telekommunikationskonzern Telia Sonera verstrickt war. Laut Untersuchungen von Organized Crime and Corruption Reporting Project (OCCRP) soll das Unternehmen im Zuge des dubiosen Privatisierungsprozesses des aserbaidschanischen Mobilfunkanbieters Azercell Telekom, der der Präsidentenfamilie nahesteht, bis zu einer Milliarde Dollar an Schmiergeldern an das Əliyev-Regime gezahlt haben. Ein schwedischer Finanzbeamter bezeichnete die Rechercheergebnisse als „möglicherweise größten Bestechungsfall Schwedens“.
Im April 2016 enthüllten Dokumente der Anwaltskanzlei Mossack Fonseca im Rahmen der Panama Papers, dass die Familie von İlham Əliyev Beteiligungen in praktisch jedem Bereich der Wirtschaft des Landes hält. Der ehemalige US-Botschafter in Aserbaidschan, Richard Kauzlarich, sagte über die Əliyev-Familie: „Ihr Level an Korruption und die Kontrolle der Wirtschaft durch die Elite ist herausstechend – und das in einem Teil der Welt, in dem diese Dinge nicht unüblich sind.“
Die Frau von Präsident İlham Əliyev, Mehriban Arif qızı Əliyeva, wurde im Februar 2017 per Dekret von ihrem Mann zur Vizepräsidentin Aserbaidschans ernannt. Das Amt gab es bis dahin nicht und wurde 2016 mit einem Verfassungsreferendum eingeführt. Demnach soll der Vizepräsident den Staatschef vertreten, wenn dieser im Ausland weilt bzw. nicht in der Lage ist, seine Amtsgeschäfte auszuführen.
Bei dem Verfassungsreferendum wurde auch die Amtszeit des Präsidenten von fünf auf sieben Jahre verlängert. Die Beschränkung auf zwei Amtszeiten war bereits 2009 aufgehoben worden.

## Ehrungen
İlham Əliyev erhielt zahlreiche Ehrungen, darunter:
- Heydər-Əliyev-Orden (Aserbaidschan)
- Großkreuz des Verdienstordens der Republik Polen (Polen)
- Großkreuz des Drei-Sterne-Ordens (Lettland)
- Orden Stern von Rumänien (Rumänien)
- Orden des Fürsten Jaroslaw des Weisen I. Klasse (Ukraine)
- Orden der Freiheit (Ukraine)
- Großkreuz der Ehrenlegion (Frankreich)
- „Sportlegende“ der FILA
- Orden von Sankt Sergius von Radonesch 1. Klasse der russisch-orthodoxen Kirche
- Orden der Republik Serbien II. Klasse[53]
- Halsband Mubaraks des Großen (Kuwait)[3]

2009 wurde Əliyev im Buch 500 most influential Muslims of the world angeführt.

### Ehrendoktorwürden
İlham Əliyev erhielt Ehrendoktorwürden von aserbaidschanischen und ausländischen Universitäten und Einrichtungen verliehen. Die Ehrungen sind für die genannten Staaten ein Mittel, ihre Beziehungen zu Aserbaidschan zu pflegen.
- Ehrendoktor der Moskauer Staatlichen Universität für Internationale Beziehungen (Russland)
- Honorarprofessor der Eurasischen Nationalen Universität L.N.Gumilev (Kasachstan)
- Ehrendoktor der Bilkent-Universität (Türkei)
- Ehrendoktor der Nationalen Akademie für Steuern (Ukraine)
- Ehrendoktor der Öl- und Gasuniversität Ploiești (Rumänien)
- Honorarprofessor der Universität für National- und Weltwirtschaft (Bulgarien)
- Ehrendoktor der Kyung Hee Universität (Südkorea)
- Ehrendoktor der Jordanischen Universität (Jordanien)
- Ehrendoktor der Corvinus-Universität für Wirtschaftswissenschaften und Staatsverwaltung (Ungarn)
- Honorarprofessor der Moskauer Staatlichen Universität (Russland)
- Ehrendoktor der Nationalen Taras-Schewtschenko-Universität Kiew (Ukraine)
- Honorarprofessor der Turkmenischen Staatlichen Universität (Turkmenistan)
- Ehrendoktor der Staatlichen Universität Baku (Aserbaidschan)
- Honorarprofessor der Belarussischen Staatlichen Universität (Belarus)
- Ehrendoktor der Universität Ankara (Türkei)
- Ehrendoktor der Universität Çukurova (Türkei)
- Ehrenprofessur der Chinesischen Volksuniversität (Volksrepublik China).[3]